# (9148) Boriszaitsev
(9148) Boriszaitsev est un astéroïde de la ceinture principale.

## Description
(9148) Boriszaitsev est un astéroïde de la ceinture principale. Il fut découvert le 13 mars 1977 à Naoutchnyï par Nikolaï Tchernykh. Il présente une orbite caractérisée par un demi-grand axe de 2,23 UA, une excentricité de 0,16 et une inclinaison de 4,8° par rapport à l'écliptique.

## Compléments